# Баркасово (Закарпатская область)
Баркасово (укр. Баркасово) — село в Батьевской поселковой общине Береговского района Закарпатской области Украины.
Население по переписи 2001 года составляло 2236 человек. Почтовый индекс — 89654. Телефонный код — 3131. Занимает площадь 3,42 км². Код КОАТУУ — 2122787002.